# Emil Freymark (Landrat)
Emil Gustav Hermann Freymark (* 28. Juni 1825 in Bromberg; † 1894) war ein preußischer Landrat.

## Leben
Freymark absolvierte das Studium der Rechte in Berlin und in Heidelberg. 1851 war er Kreisrichter bzw. Regierungsassessor in Schrimm. Er wirkte als Landrat im Kreis Wreschen (1853–1863) und im Kreis Wirsitz  (1863–1882) der preußischen Provinz Posen. Zudem war er Mitglied im Preußischen Abgeordnetenhaus von 1855 bis 1858 sowie von 1879 bis 1882.